# Schielandtoren
De Schielandtoren is een 101 meter hoge woontoren in de Nederlandse stad Rotterdam. Het gebouw ligt aan de straat Bulgersteyn en maakt deel uit van een bouwblok met verder onder andere winkels. Dit bouwblok is onderdeel van het multifunctionele complex Beursplein. De Schielandtoren staat tegenover Het Schielandshuis. Het gebouw telt in totaal 32 bovengrondse verdiepingen met 109 appartementen. De totale vloeroppervlakte van het gebouw bedraagt 18.300 m². Bij de Schielandtoren ligt een parkeergarage van Q-Park met 435 parkeerplaatsen.

## Geschiedenis
Aanvankelijk zou er op deze plaats een kantoortoren komen, maar uiteindelijk werd toch gekozen voor een appartementencomplex. Multi Vastgoed was de ontwikkelaar van de Schielandtoren. Architect Pi de Bruijn van de firma De Architekten Cie. ontwierp het gebouw en ook Ingenieursbureau Zonneveld was betrokken bij het ontwerp. De bouw startte in 1994 met Volker Bouwmaatschappij en HBM als aannemers. HBM was aannemer voor het onderste gedeelte van het bouwblok en was daarom verantwoordelijk voor de eerste verdieping. De bouw van alle daarbovengelegen verdiepingen werd uitgevoerd door Volker Bouwmaatschappij.
De constructie van de Schielandtoren werd bemoeilijkt door de kleine bouwplaats, waardoor er maximaal één hijskraan gebruikt kon worden. Door de kleine bouwplaats werd veel gebruikgemaakt van tunnelbekisting, omdat deze methode relatief weinig werk van een hijskraan vergt. Alleen de liftschachten en het trappenhuis bestaan uit geprefabriceerde onderdelen, die door de kleine ruimte niet op de bouwplaats konden worden bewaard. Het bouwen van één nieuwe verdieping duurde in totaal drie dagen. De bouw was gereed in de nazomer van 1996.
Nadat het gebouw af was, op 23 november 2010, ontdekte de Dienst Nationale Recherche een cocaïnewerkplaats in de Schielandtoren, waar de drug werd versneden. Er werden vijf verdachten gearresteerd en er werd 82 kilogram cocaïne in beslag genomen. Onder die vijf verdachten was vechtsporter en advocaat Ashwin Balrak. Een aantal jaar daarvoor werd in de Schielandtoren ook een illegale wietkwekerij gevonden.

## Architectuur
De Schielandtoren heeft betonnen vloeren en wanden, die het gebouw dragen. De betonnen buitenmuur wordt omgeven door een gevel die bestaat uit rode en roodbruine bakstenen met metselwerk, wat voor hoogbouw ongebruikelijk is. De gevel wordt daarnaast gekenmerkt door metalen erkers met een driehoekige plattegrond, die het gebouw zijn scherpe hoeken geven. Deze erkers hebben lichte raampanelen aan de buitenkant. Door de vele hoeken in de Schielandtoren heeft het gebouw een onregelmatige plattegrond.
Op de verdiepingen twee tot en met acht bevinden zich per verdieping twee appartementen en daarnaast bergingsruimte. Boven de achtste verdieping bevinden zich per verdieping vier appartementen. Net iets meer dan de helft van de in totaal 109 drie- en vierkamerappartementen worden verhuurd. De overige appartementen zijn koopwoningen. Boven op het dak staan een machinekamer voor de liften en een installatie voor de glazenwassers. In de buurt van de Schielandtoren staan een paar kantoortorens met soortgelijke hoogte. De woontoren onderscheidt zich van deze kantoorgebouwen door zijn bakstenen in plaats van metalen of glazen gevel.